# Newcastle Corinthians League
Corinthians League là một giải bóng đá nằm ở Newcastle-upon-Tyne, Anh. Giải có 2 hạng đấu, theo lý thuyết nằm ở Cấp độ 14 & 15 trong Hệ thống các giải bóng đá ở Anh. Đây là giải đấu góp đội cho Northern Football Alliance.
Giải đấu được thành lập năm 1999. Các đội bóng đầu tiên thường gồm các cựu sinh viên thi đấu ở giải Đại học Newcastle – các đội trước vẫn được cho phép ở lại University League cho dù các cầu thủ đã tốt nghiệp. Số lượng sinh viên tăng lên và việc bán đi các sân đấu ở Longbenton để phát triển nghĩa là các đội bóng không còn chỗ thi đấu nữa.

## Các câu lạc bộ mùa giải 2015–16
Division One
- Blyth
- Gateshead Stone Trough
- Gosforth Bohemians 'B'
- Gateshead Rutherford 'A'
- Newcastle Philosophers United
- Newcastle Dynamo Fenham
- Seghill
- New York
- Tyne & Wear Metro

Division Two
- Fawdon Piper
- FC Newcastle Hustlers
- Longbenton Dự bị
- Newcastle Berkeley United
- Newcastle City
- Newcastle North East Athletic
- Newcastle North East Athletic Development
- North Shields Town
- Tyne & Wear Metro Development
- Willow Farm Cramlington
- Westerhope
- Whitley Bay 'A'

## Các đội vô địch theo hạng đấu
| Mùa giải | Division One             | Division Two              |
| 2003–04  | Gosforth Bohemians 'A'   | Outer Milan               |
| 2004–05  | Chemfica 'A'             | Newbiggin Hall            |
| 2005–06  | Newcastle City           | Gosforth Bohemians 'B'    |
| 2006–07  | Rutherford Dự bị         | Pin Point Cowgate         |
| 2007–08  | Chemfica 'A'             | Cramlington Blue Star     |
| 2008–09  | Washington Cricket Club  | Benwell Hill Cricket Club |
| 2009–10  | Chemfica 'A'             | single division only      |
| 2010–11  | North Shields Town       | Blakelaw Club             |
| 2011–12  | Westerhope Wanderers     | Kenton Bar Community      |
| 2012-13  | Westerhope Wanderers     | Northeast Athletic        |
| 2013-14  | Seghill                  | Newcastle Dynamo Fenham   |
| 2014-15  | Gateshead Rutherford 'A' | New York                  |